# Wilguens Paugain
Wilguens Paugain (Thomazeau, 24 de agosto de 2001) es un futbolista haitiano, nacionalizado francés, que juega en la demarcación de lateral derecho para el SV Zulte Waregem de la Primera División de Bélgica.

## Selección nacional
Tras jugar en las categorías inferiores de la selección, finalmente hizo su debut con la selección de Haití el 22 de marzo de 2025 en un encuentro amistoso contra Azerbaiyán que finalizó con un resultado de 0-3 a favor del combinado haitiano tras un gol de Danley Jean Jacques y un doblete de Frantzdy Pierrot.

## Clubes
| Club                      | País    | Año       | Partidos | Goles |
| ------------------------- | ------- | --------- | -------- | ----- |
| AS Nancy II               | Francia | 2019-2022 | 5        | 0     |
| Akritas Chlorakas         | Chipre  | 2022-2023 | 22       | 0     |
| FK Auda                   | Letonia | 2023-2024 | 21       | 0     |
| SKN St. Pölten            | Austria | 2024      | 15       | 0     |
| SV Zulte Waregem (cedido) | Bélgica | 2025-     | 3        | 0     |